# Relações entre Chade e Sudão
As relações entre Chade e Sudão referem-se às relações entre os governos do Chade e do Sudão.
As populações do leste do Chade e do oeste do Sudão estabeleceram laços sociais e religiosos muito antes da independência dos dois países e estas relações permaneceram fortes apesar das disputas entre os governos. Nos últimos tempos, as relações de ambos têm sido tensas devido ao conflito em Darfur e uma guerra civil no Chade, onde os dois governos acusam o outro de apoio.

## História
A base para a inimizade política entre essas duas nações foi estabelecida no início dos anos 1960, quando um governo de tendência sulista no Chade ofendeu muitos muçulmanos sudaneses. O Sudão permitiu que os rebeldes da FROLINAT se organizassem, treinassem e estabelecessem bases no oeste do Sudão e realizassem incursões ao Chade a partir da província de Darfur, no Sudão.  Os refugiados de ambos os países fugiram através de sua fronteira mútua. 
Depois do golpe de Estado que depôs o presidente do Chade François Tombalbaye em 1975, as relações entre os presidentes Jaafar Numayri e Félix Malloum (os chefes de Estado do Sudão e do Chade, respectivamente) foram surpreendentemente cordiais, em parte porque ambas as nações temiam a desestabilização líbia. O Sudão patrocinou conversações entre os líderes do exército rebelde do Chade no final da década de 1970 e exortou Malloum a incorporá-los em seu governo (Numayri promoveu os talentos e a inteligência de Habré em particular, e persuadiu Malloum a nomear Habré ao cargo político em 1978). Esses laços seriam rompidos em parte devido às calorosas relações de Numayri com o líder líbio Muamar Gadafi.
Como a violência no Chade aumentou entre 1979 e 1982 e o Sudão enfrentou sua própria rebelião interna, as relações deterioraram-se depois que Numayri foi deposto em 1985.  Em 1988, Habré atacou o Sudão por permitir que as tropas líbias fossem estacionadas ao longo da fronteira do Chade e por continuar a permitir incursões contra o território chadiano a partir do Sudão. 
No momento do golpe de Estado de Bashir, em junho de 1989, o oeste de Darfur estava sendo usado como campo de batalha por tropas leais ao governo chadiano de Hissein Habré e rebeldes organizados por Idriss Déby, apoiados pela Líbia. Deby era do grupo étnico zagauas, que residiam em ambos os lados da fronteira Chade-Sudão, e os zagauas de Darfur lhes forneciam apoio e  asilo. Centenas de zagauas do Chade também fugiram para o Sudão para buscar refúgio dos combates.  O Conselho do Comando Revolucionário para a Salvação Nacional não estava preparado para um confronto com o Chade, que já estava prestando assistência ao Movimento Popular de Libertação do Sudão, e assim tendia a fazer vista grossa quando as forças chadianas cruzavam para o Darfur na perseguição dos rebeldes.
Em maio de 1990, soldados chadianos invadiram a capital provincial de El-Fasher, onde resgataram companheiros feridos que estavam sendo detidos em um hospital local.  Durante o verão, as forças chadianas queimaram dezoito aldeias sudanesas e sequestraram 100 civis. O Movimento Patriótico de Salvação (Mouvement Patriotique du Salut) de Deby  forneceu armas aos zagauas sudaneses e as milícias árabes, ostensivamente para que pudessem se proteger das forças chadianas.  As milícias, no entanto, usaram as armas contra seus próprios rivais, principalmente o povo Furis, e várias centenas de civis foram mortos em conflitos civis durante 1990.  O governo foi substituído quando Deby finalmente derrotou Habré em dezembro de 1990.  O novo governo em N'Djamena sinalizou sua disposição para boas relações com o Sudão, fechando o escritório do Movimento Popular de Libertação do Sudão.  No início de 1991, Omar al-Bashir visitou o Chade para negociações oficiais com Deby sobre laços bilaterais. 
Em 24 de dezembro de 2005, o Chade declarou-se em um "estado de beligerância" com o vizinho Sudão. O conflito na região fronteiriça de Darfur tornou-se um caso cada vez mais binacional à medida que um número crescente de sudaneses fugiam para campos de refugiados no Chade e as tropas do governo sudanês, aviões de guerra e milícias cruzavam a fronteira para atacar rebeldes sediados no Chade.
O Chade rompeu relações diplomáticas com o Sudão pelo menos duas vezes em 2006 por acreditar que o governo sudanês estava apoiando financeiramente  e com armas os rebeldes da Frente Unida para a Mudança e em retaliação ao apoio militar do Chade aos rebeldes do Movimento pela Justiça e Igualdade em Darfur. Dois acordos foram assinados, o Acordo de Trípoli, que foi assinado em 8 de fevereiro e não conseguiu acabar com os combates, e posteriormente o Acordo de N'Djamena.
Embora o Governo do Chade e o Governo do Sudão tenham assinado o Acordo de Trípoli, terminando oficialmente as hostilidades, os combates continuaram. Em 11 de agosto de 2006, o Chade e o Sudão retomaram as relações a pedido do presidente líbio Muamar Gadafi.
Os presidentes do Sudão e do Chade, Omar al-Bashir e Idriss Déby, assinaram um acordo de não-agressão em 13 de março de 2008, com o objetivo de interromper as hostilidades transfronteiriças entre as duas nações africanas.

### Situação atual
Em 11 de maio de 2008, o Sudão anunciou que estava cortando relações diplomáticas com o Chade, afirmando que o último estava ajudando rebeldes em Darfur a atacar a capital sudanesa, Cartum. Seis meses depois, em novembro de 2008, as relações foram reatadas.
O relacionamento entre Sudão e Chade melhorou significativamente depois que o presidente do Chade, Idriss Deby, visitou Cartum em 9 de fevereiro de 2010. O acordo resultante permitiu o Chade expulsar os rebeldes do Movimento pela Justiça e Igualdade, que havia apoiado anteriormente, mudando dramaticamente a dinâmica de Darfur. O Chade e o Sudão também se comprometeram com patrulhas de fronteira militares conjuntas. O Sudão ocupou o comando desta última força durante os primeiros seis meses, após o qual foi entregue ao Chade conforme o acordo de rotação de seis meses.